# Dinar iraquià

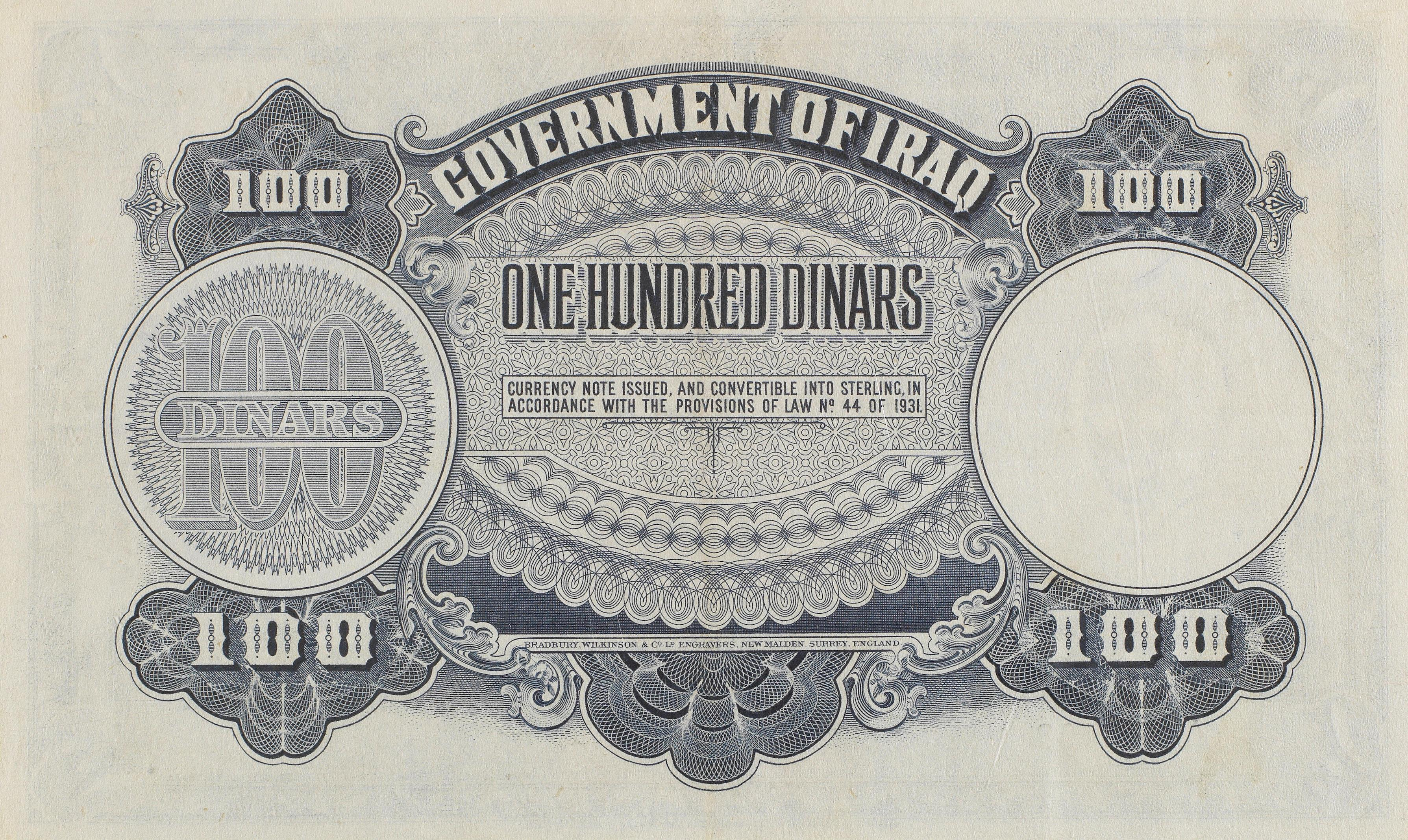
Imatge d'un bitllet de 100 dinars iraquians de 1939.

El dinar iraquià (àrab: دينار عراقي, dīnār ʿirāqī, o, simplement, دينار, dīnār, pl. دنانير, danānīr) és la moneda oficial de l'Iraq. El codi ISO 4217 és IQD, i l'abreviació és ID (o ع.د en àrab). Tradicionalment s'ha subdividit en 1.000 fils (en àrab فلس, فلس, pl. فلوس, fulūs), a diferència de la majoria de monedes, que tenen una subdivisió centesimal, tot i que a causa de la inflació ja no s'usa la moneda fraccionària.

## Història
Es va establir el 1931 en substitució de la rupia índia, que era la moneda oficial després de l'ocupació britànica durant la Primera Guerra Mundial, i equivalia a una lliura esterlina. El canvi es va dissociar de la lliura arran del cop d'estat militar del 1958, però la moneda iraquiana continuava tenint un valor molt alt (un dinar es canviava a 3,3 dòlars EUA).
Arran de les successives guerres del Golf: amb l'Iran (1980-1988), la derivada de la invasió de Kuwait (1990-1991) i la invasió aliada del 2003, juntament amb l'embargament internacional, el dinar ha anat experimentant una forta devaluació. A tall d'exemple, al final del 1995, un dòlar valia 3.000 dinars.
Les noves autoritats iraquianes van emetre nous bitllets i monedes de dinar entre el 2003 i el 2004, que substituïen els antics amb l'efígie de Saddam Hussein a raó d'un d'antic per un de nou. Els dinars emesos abans de la Guerra del Golf (anomenats dinars suïssos perquè eren fets amb tecnologia suïssa), que encara circulaven a les regions kurdes, foren canviats a raó de 150 nous dinars per cada dinar suís.

## Monedes i bitllets
Emès pel Banc Central de l'Iraq (en àrab البنك المركزي العراقي, al-Bank al-Markazī al-ʿIrāqī), actualment en circulen monedes de 25, 50 i 100 dinars i bitllets de 50, 250, 500, 1.000, 5.000, 10.000 i 25.000 dinars.

## Taxes de canvi
- 1 EUR = 1.780,57 IQD (10 de gener del 2006)
- 1 USD = 1.470,00 IQD (10 de gener del 2006)